# Отдел „Деловодство“ при ЦК на БКП
Отделът „Деловодство“ при ЦК на БКП, до 27 декември 1948 г. БРП (к.), е помощен орган на ЦК на БКП.
Съществува като самостоятелен отдел почти 50 години – през целия разглеждан период. Има организационно-функционални задачи, една от най-важните сред които е да осъществява връзка между партийното ръководство (Политбюро и Секретариата) и отделите на ЦК.
Организационната структура на отдела „Деловодство“ е относително стабилна. През 70-те и 80-те години например в отдела има следните сектори: „Регистрация и отчетност на документите“; „Политбюро и Секретариат“; „Контрол по изпълнение решенията на Политбюро и Секретариата“; „Редакционна група“; „Кореспонденция с чужбина“ и Служба „Лични писма“.

## Завеждащи отдела
- Апостол Колчев (до 1951)
- Начо Папазов (1957-1959)
- Георги Владиков (1959-1976)
- Георги Атанасов (1976-1977)
- Продан Стоянов (1979-1989)